# James Ole Davidson
James Ole Davidson (Årdal, 10 febbraio 1854 – Madison, 16 dicembre 1922) è stato un politico norvegese naturalizzato statunitense, governatore del Wisconsin dal 1906 al 1911.

## Biografia
Davidson nacque ad Årdal, nella contea di Vestland, in Norvegia, ed emigrò nel 1872 negli Stati Uniti quando aveva 18 anni. A Boscobel, nel Wisconsin, lavorò come bracciante e come sarto. Iniziò un'attività commerciale di successo e fondò la sua attività di sartoria a Soldiers Grove, nel Wisconsin. Ricoperse diverse posizioni politiche nel Wisconsin e fu eletto due volte presidente del villaggio a Soldiers Grove. Davidson fu eletto anche come candidato repubblicano all'Assemblea statale del Wisconsin per la quale servì per tre mandati dal 1893 al 1899. Fu poi eletto tesoriere del Wisconsin nel 1898 e nel 1900.
Eletto vicegovernatore del Wisconsin insieme al governatore Robert M. La Follette, Davidson prestò servizio fino al 1º gennaio 1906, quando La Follette si dimise per unirsi al Senato degli Stati Uniti, cosa che fece di Davidson il governatore. Fu poi eletto governatore nel 1906 e rieletto nel 1908. Prestò servizio dal 4 gennaio 1906 al 3 gennaio 1911; durante il suo mandato la regolamentazione statale delle ferrovie fu estesa a vari servizi pubblici, al telegrafo, al telefono, all'elettricità, alle compagnie idriche e al settore assicurativo. Dopo essersi ritirato dall'incarico, fu nominato dal suo successore presidente del Consiglio di Stato, carica che ricoprì per cinque anni.
Morì il 16 dicembre 1922 all'età di 68 anni, a causa di una polmonite accompagnata anche da complicazioni cardiache. È sepolto nel Forest Hill Cemetery, a Madison, nella contea di Dane, nel Wisconsin.